# West Side Tennis Club Grass Court Challenger
Il West Side Tennis Club Grass Court Challenger è stato un torneo professionistico di tennis giocato su campi in erba. Faceva parte dell'ATP Challenger Series. Si giocava annualmente a Forest Hills negli Stati Uniti.

## Albo d'oro

### Singolare
| Anno | Campione          | Finalista        | Punteggio   |
| ---- | ----------------- | ---------------- | ----------- |
| 2005 | Frédéric Niemeyer | Prakash Amritraj | 6–4, 7–6(3) |
| 2004 | Justin Gimelstob  | Dušan Vemić      | 7–6(7), 6–2 |

### Doppio
| Anno | Campioni                          | Finalisti                          | Punteggio        |
| ---- | --------------------------------- | ---------------------------------- | ---------------- |
| 2005 | Richard Barker Huntley Montgomery | Rik De Voest Nathan Healey         | 3–6, 7–5, 7–6(6) |
| 2004 | Brandon Coupe Justin Gimelstob    | Travis Rettenmaier Michael Tebbutt | 6–4, 6–4         |